# Jalan Bani Bu Ali
Jalan Bani Bu Ali (em árabe: جعلان بني بو علي; romaniz.: Ja'alan Banī Bū 'Alī‎) é uma cidade da província Sudeste e capital do vilaiete de Jalan Bani Bu Ali, no Omã. Segundo censo de 2010, tinha 30 291 habitantes. Compreende uma área de 53,4 quilômetros quadrados.